# Mario Mauro

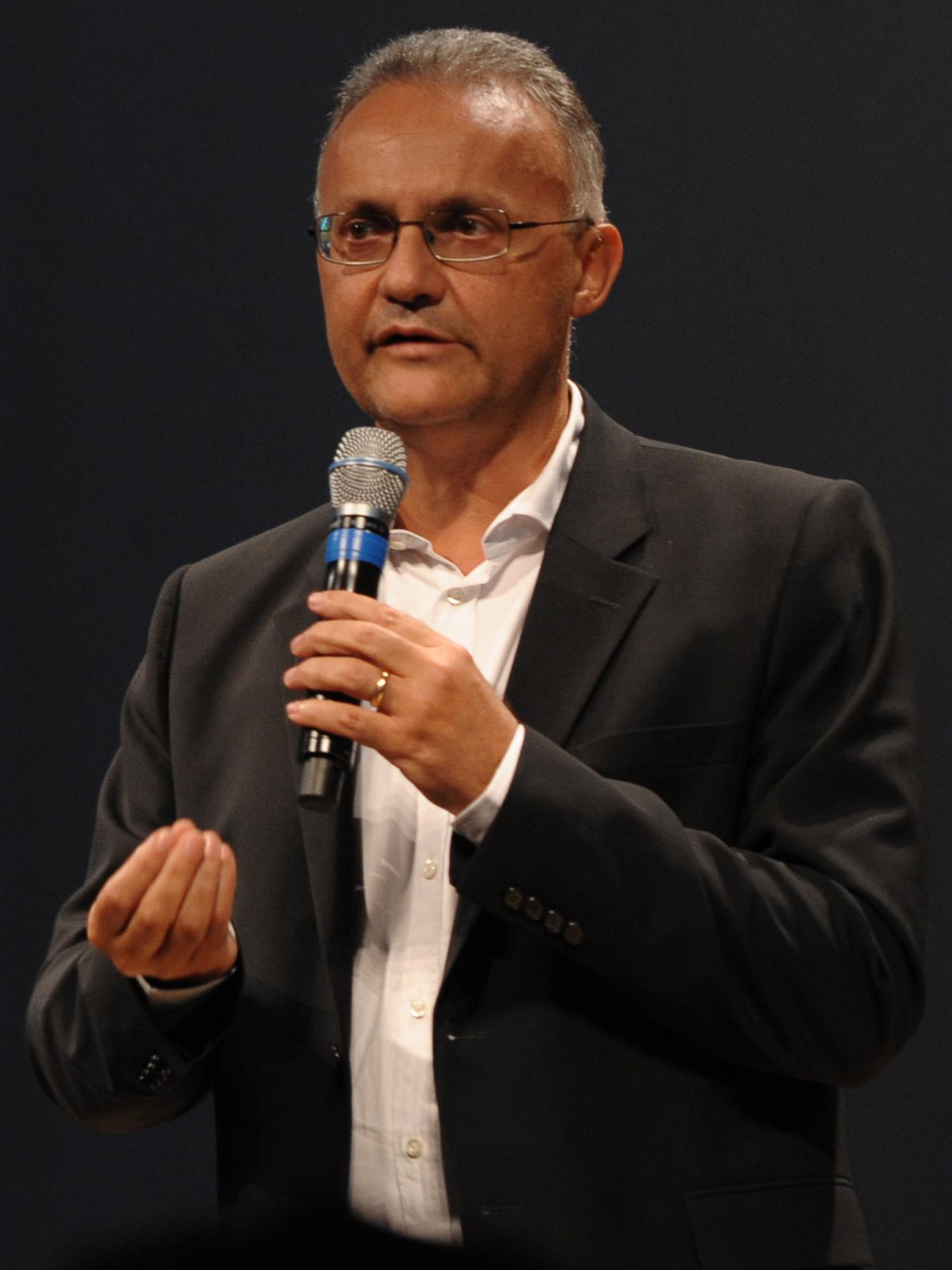

Mario Mauro (nacido el 24 de julio de 1961) es un senador italiano y profesor de Historia universitario. Fue ministro de Defensa en la gestión de Enrico Letta, desde el año 2013 al 2014. Durante el período de 1999 al 2013 fue miembro del Parlamento europeo.

## Primeros años y educación
Mauro nació en San Giovanni Rotondo el 24 de julio de 1961. Estudió Literatura y Filosofía en la Universidad Católica del Sagrado Corazón (UCSC) en Milán y recibió su diploma en 1985.

## Carrera
Mauro empezó a ejercer como profesor en el sur de Italia, después de su graduación. Se desempeñó en esta función hasta 1999. En esa época fundó el Centro de investigación universitario de servicios públicos sociales. Mauro es electo miembro del Parlamento europeo con el grupo PPE-DE en 1999. Desde 1999 hasta el 2004 fue vicepresidente de la Comisión de cultura y educación. El 2 de julio de 2004 es elegido como uno de los 14 vicepresidentes del Parlamento europeo. Ejerce su cargo como vicepresidente hasta el 2009. En junio de ese mismo año es reelegido miembro del Parlamento europeo. Mauro tiene la función de líder del MEPs de centro derecha desde 2009 hasta 2013.
Además de prestar servicios en el Parlamento europeo, Mauro fue representante en la Organización para la Seguridad y la Cooperación en Europa (OSCE), que lucha contra el racismo, la xenofobia y la discriminación, especialmente la discriminación contra los cristianos, desde 2009 hasta 2011. Desde el 2008 se desempeña como profesor en la Universidad europea de Roma.
Mauro renunció al partido Gente de Libertad (en italiano: Il Popolo della Libertà) y se unió al partido Elección Cívica (en italiano: Scelta Civica). Es electo senador con Monti, y forman una coalición con los partidos Elección Cívica (en italiano: Scelta Civica) , Unión del Centro (en italiano: Unione di Centro) y Futuro y Libertad (en italiano: Futuro e Libertà) 
Es electo líder del grupo parlamentario Elección Civíca (en italiano: Scelta Civica) en el Senado. Susy De Martini lo reemplaza en el Parlamento europeo.
En abril de 2013, Mauro juró como ministro de Defensa en el gabinete de coalición de Enrico Letta. Después de una serie de conflictos internos dentro del partido Elección Cívica (en italiano: Scelta Civica), Mauro abandona el partido en noviembre del 2013 y se lanza el nuevo partido Popular para Italia (en italiano: Popolari per L´Italia).

## Vida privada
Mauro está casado con Giovanna, tienen 3 niños, Francesca, Romana y Angelo.